# Brunk
Brunk je naselje v Občini Radeče.
Brunk leži na pobočju nad dolino potoka Sopote, 6 km južno od Radeč. V vasi stoji nekdanja romarska cerkev
sv. Treh kraljev. Cerkev je poznogotska dvoranska stavba zgrajena okoli leta 1520.